# Навплий приплывающий
«Навплий приплывающий» — трагедия древнегреческого драматурга Софокла (V век до н. э.) на тему мифов о Троянской войне. Её текст практически полностью утрачен.
Главный герой пьесы — эвбейский герой Навплий, сын которого Паламед принял участие в походе на Трою и был казнён как изменник из-за козней Одиссея во время осады города. Навплий пытался добиться реабилитации сына, но потерпел неудачу. Тогда он решил отомстить ахейцам: герой ездил по Элладе и рассказывал супругам осаждавших Трою вождей, что их мужья во время похода нашли себе любовниц, на которых даже хотят жениться. Многие ему поверили и сами замыслили измену. Например, жена Агамемнона Клитемнестра вступила в связь с его заклятым врагом Эгисфом и убила супруга сразу после его возвращения в Микены.
Сохранилось несколько коротких обрывков текста, связанных с сюжетом о Навплии. Часть из них исследователи относят ко второй трагедии Софокла про этого героя — «Навплий-возжигатель». Фрагментами текста «Навплия приплывающего» могут быть фрагмент № 249 по нумерации Радта, в котором Навплий обращается к Зевсу, и фрагменты № 252 и 254, в которых Навплий рассказывает ахейцам о заслугах сына. Паламед, по его словам, научил соратников коротать время, играя в шашки и кости, придумал единицы измерения веса и объёма, разработал систему сигнальных огней, научил моряков определять путь по звёздам.